# Тайнин
Тайни́н (кит. упр. 泰宁, пиньинь Tàiníng) — уезд городского округа Саньмин провинции Фуцзянь (КНР).

## История
В эпоху Троецарствия , когда эти земли входили в состав государства У, в 260 году был создан уезд Суйань (绥安县). Во времена империи Цзинь он был в 405 году переименован в Суйчэн (绥城县). Во времена империи Тан он был в 629 году расформирован. В эпоху Пяти династий и десяти царств, когда эти земли входили в состав государства Южная Тан, в 958 году на землях бывшего уезда Суйчэн был создан уезд Гуйхуа (归化县). Во времена империи Сун он был в 1086 году переименован в Тайнин.
После вхождения этих мест в состав КНР был образован Специальный район Наньпин (南平专区), и уезд вошёл в его состав. В июле 1970 года уезд перешёл в состав Специального района Саньмин (三明专区). В декабре 1970 года Специальный район Саньмин был переименован в Округ Саньмин (三明地区). Постановлением Госсовета КНР от апреля 1983 года округ Саньмин был преобразован в городской округ.
В мае 2016 года на месте строительства ГЭС в результате оползня, вызванного проливными дождями, 35 человек погибли и один пропал без вести.

## Административное деление

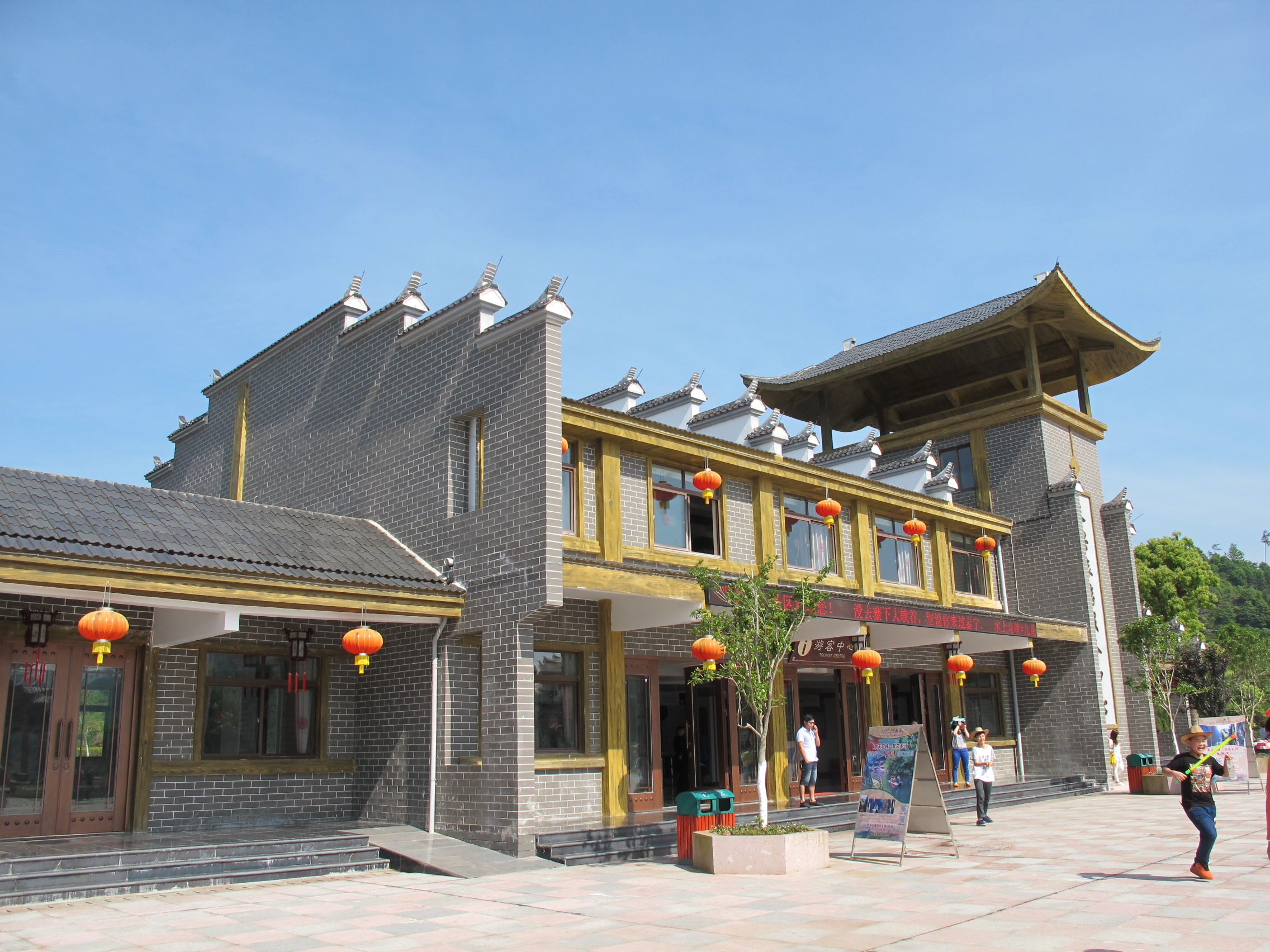
Ресторан в Шанцине

Уезд делится на 3 посёлка и 6 волостей. Правительство уезда расположено в посёлке Шаньчэн.
Посёлки: 
- Шаньчэн (Shancheng, 杉城镇)
- Чжукоу (Zhukou, 朱口镇)
- Сяцюй (Xiaqu, 下渠镇)

Волости:
- Далун (Dalong, 大龙乡)
- Датянь (Datian, 大田乡)
- Кайшань (Kaishan, 开善乡)
- Мэйкоу (Meikou, 梅口乡)
- Синьцяо (Xinqiao, 新桥乡)
- Шанцин (Shangqing, 上青乡)

## Население
Местное население говорит на языке гань и локальных диалектах южноминьских языков.

## Экономика

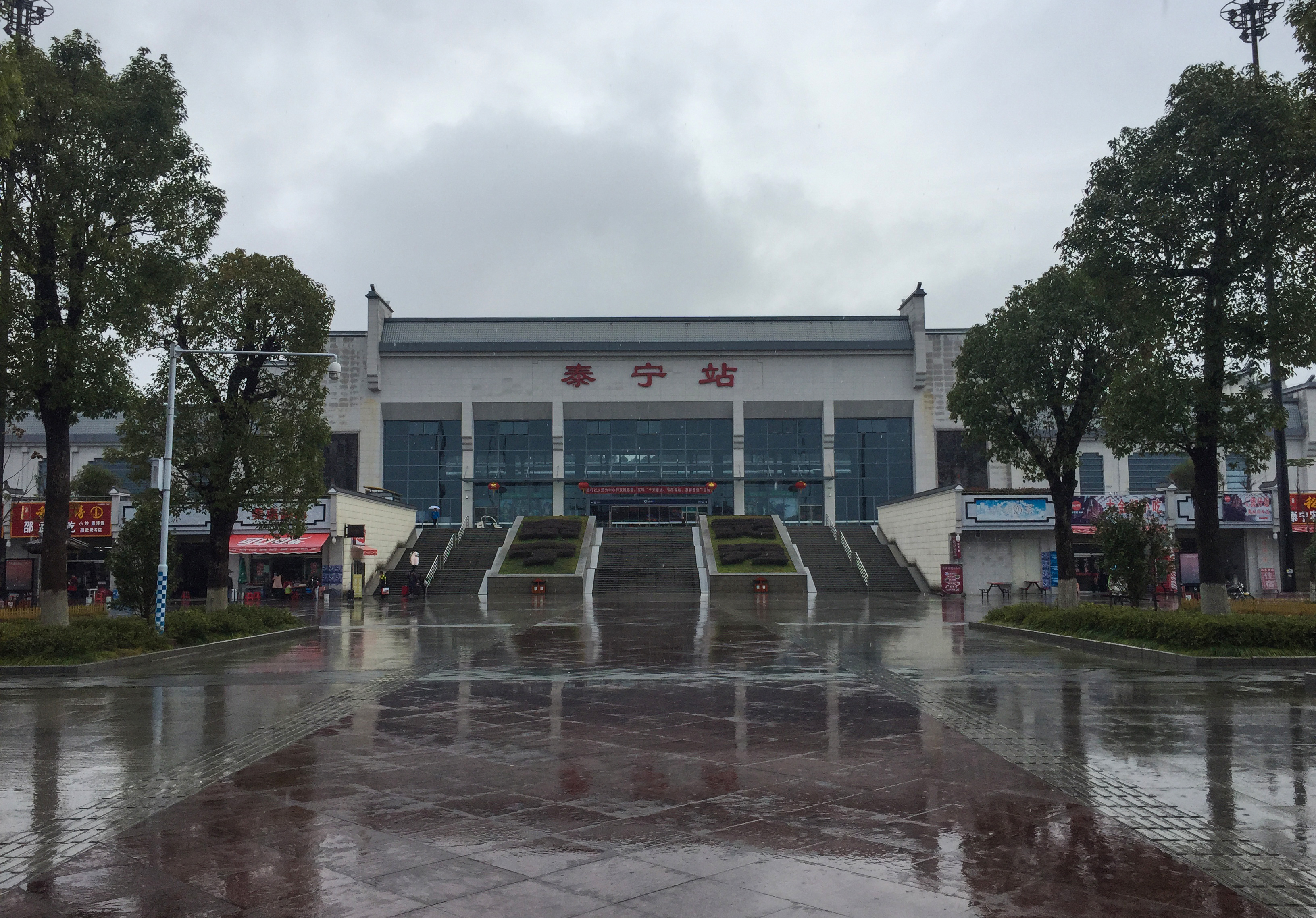
Железнодорожный вокзал Тайнин

В уезде развиты сельское и лесное хозяйство, пищевая промышленность и туризм.

## Транспорт
Вокзал Тайнина обслуживает железнодорожную линию Наньчан — Путянь.

## Культура
В уезде сохраняются такие культурные традиции, как опера Мэйлинь и показы платьев ципао.

## Достопримечательности
- Горы Уишань

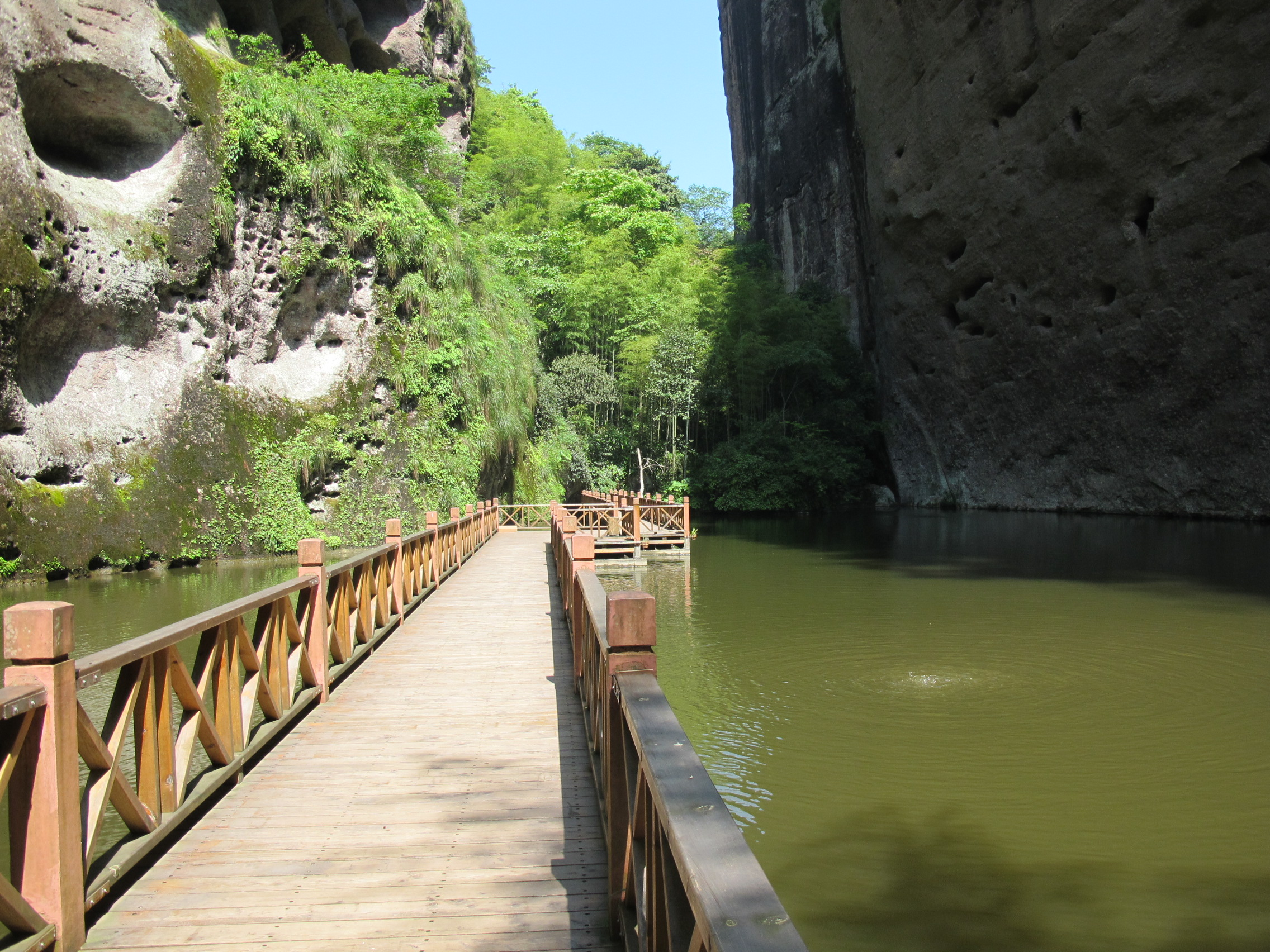
Каньон Чжайся
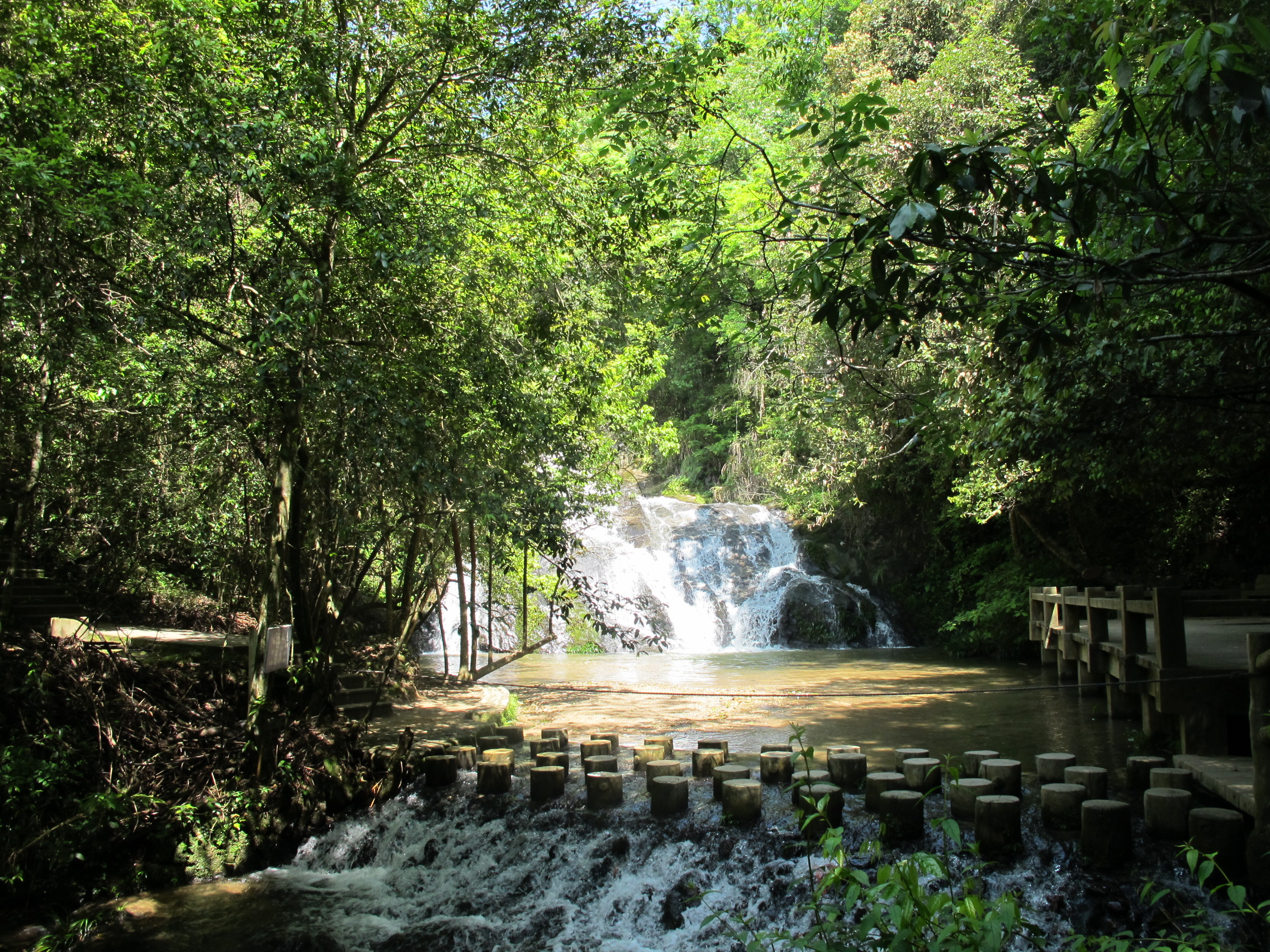
Каньон Чжайся
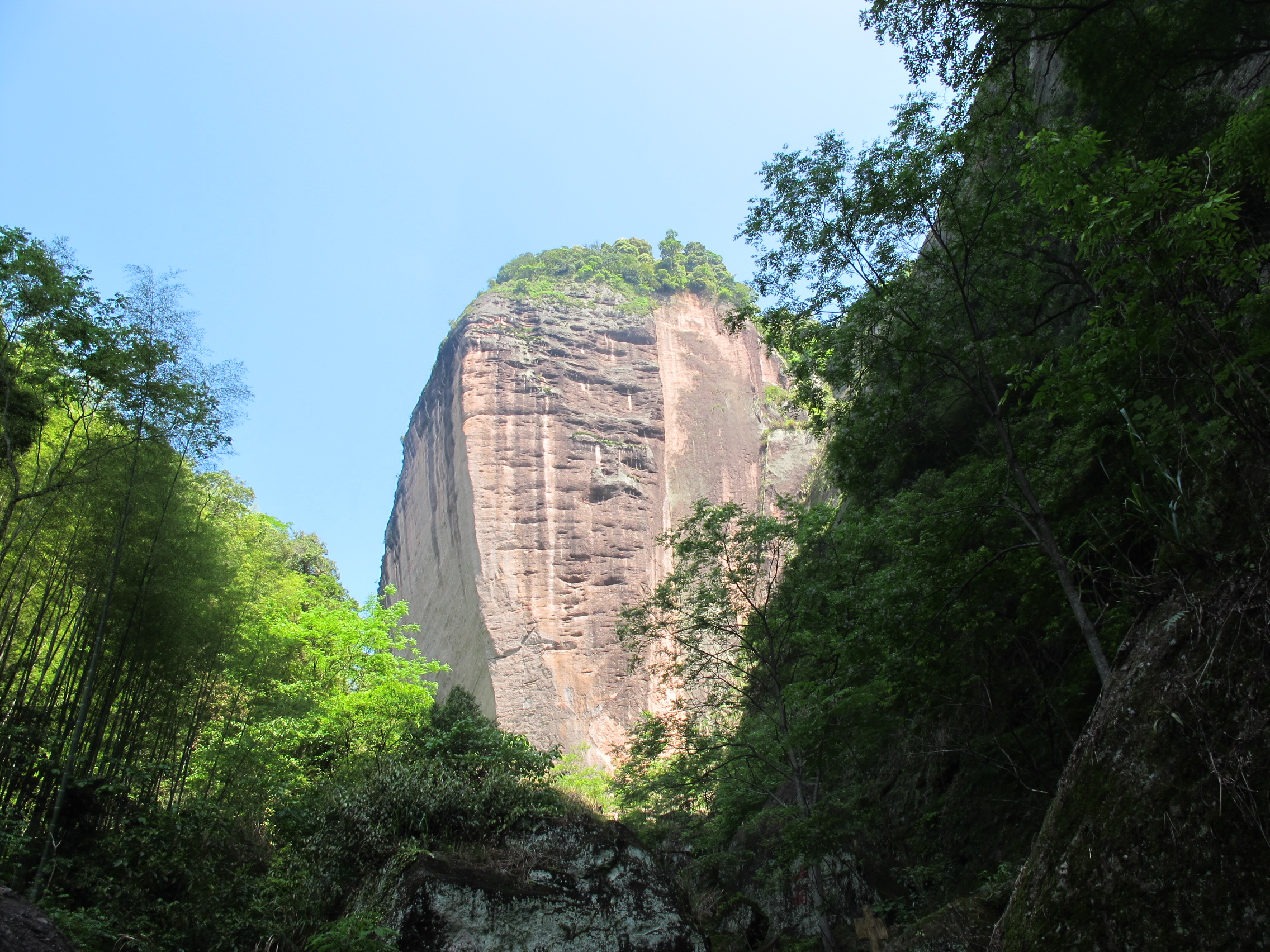
Каньон Чжайся

- Озеро Дацзиньху[7]
- Пещерный храм Ганьлусы[8]
- Старый город Тайнина

## Галерея

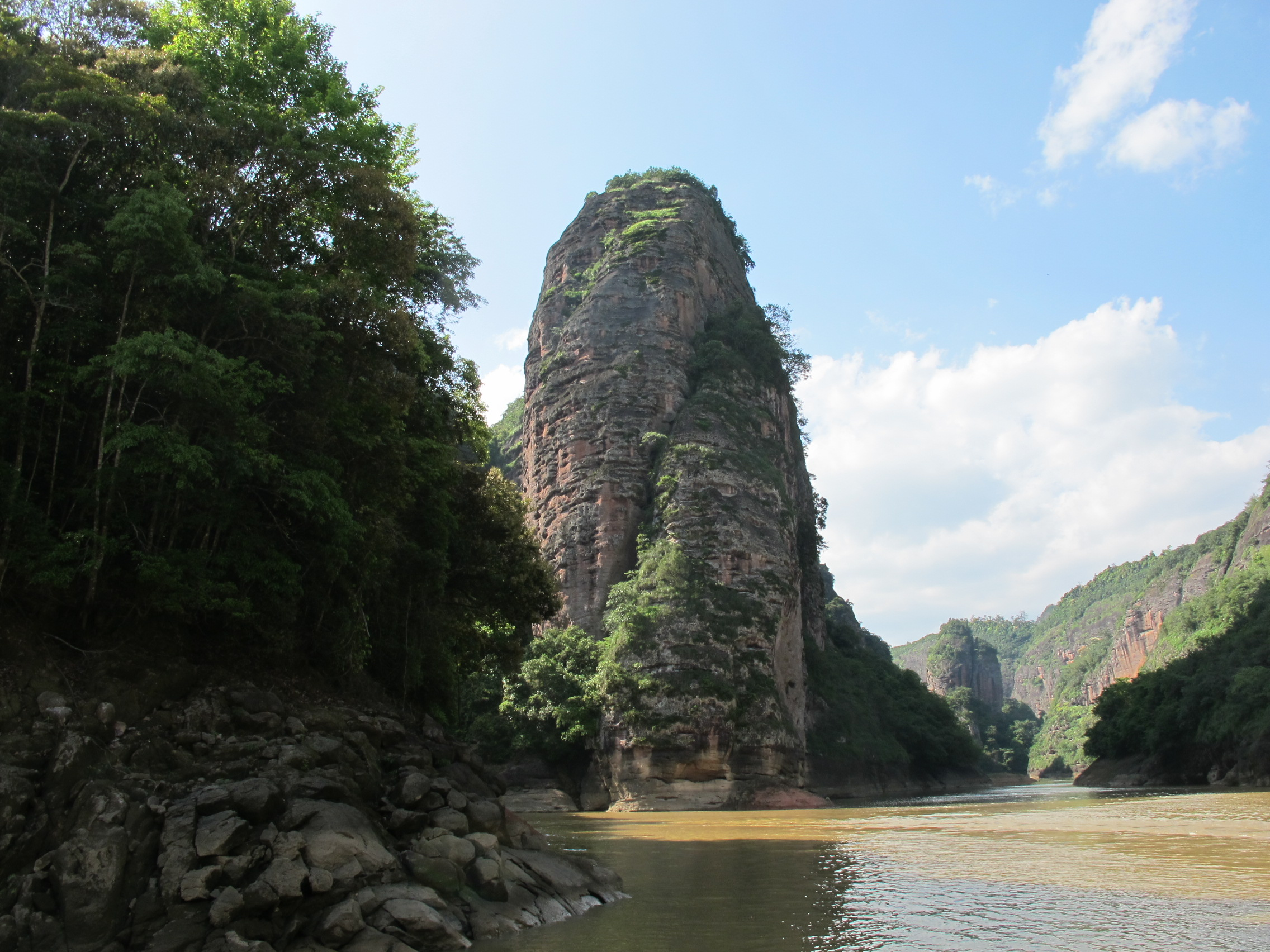
Озеро Дацзинь
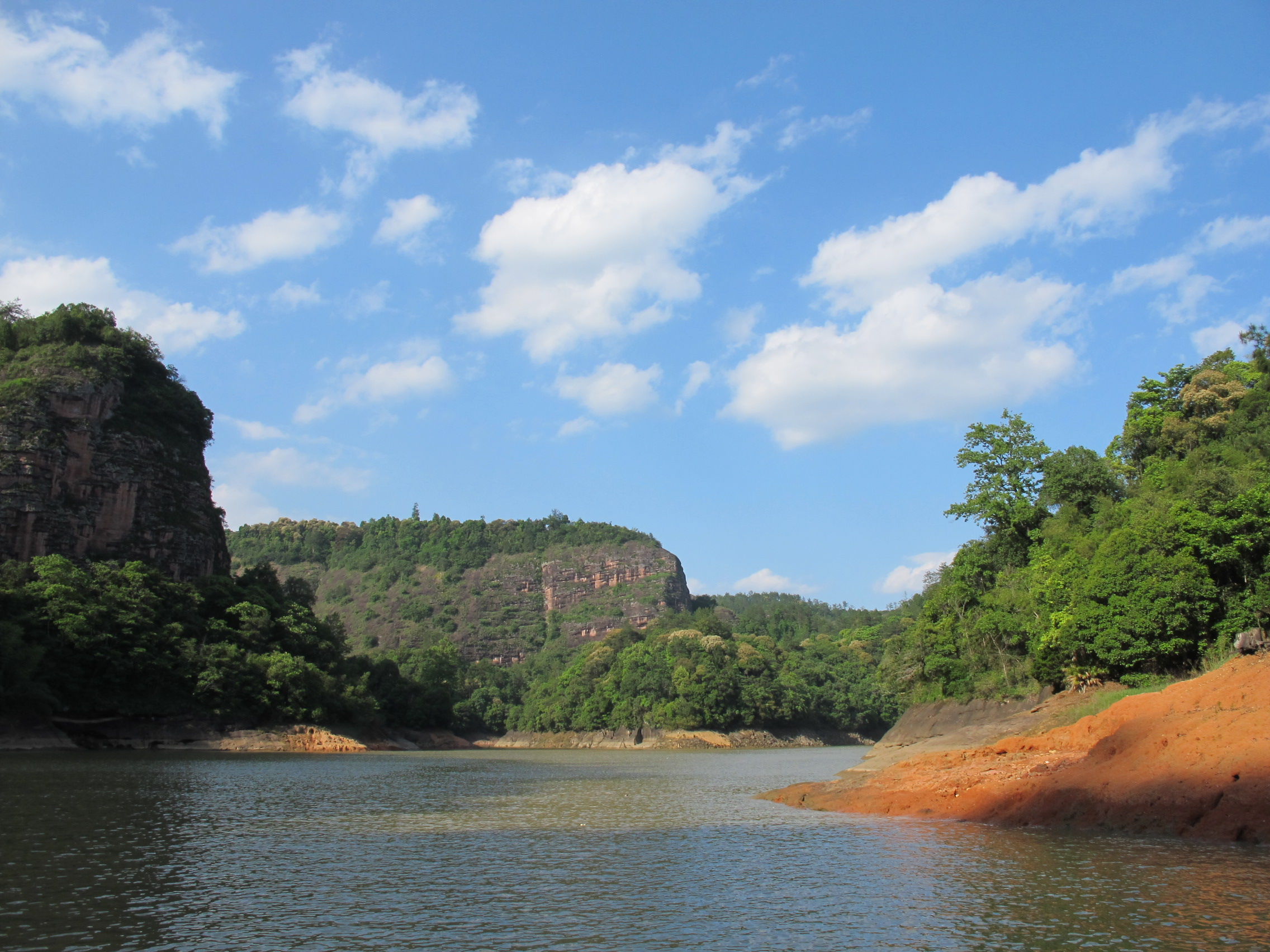
Озеро Дацзинь
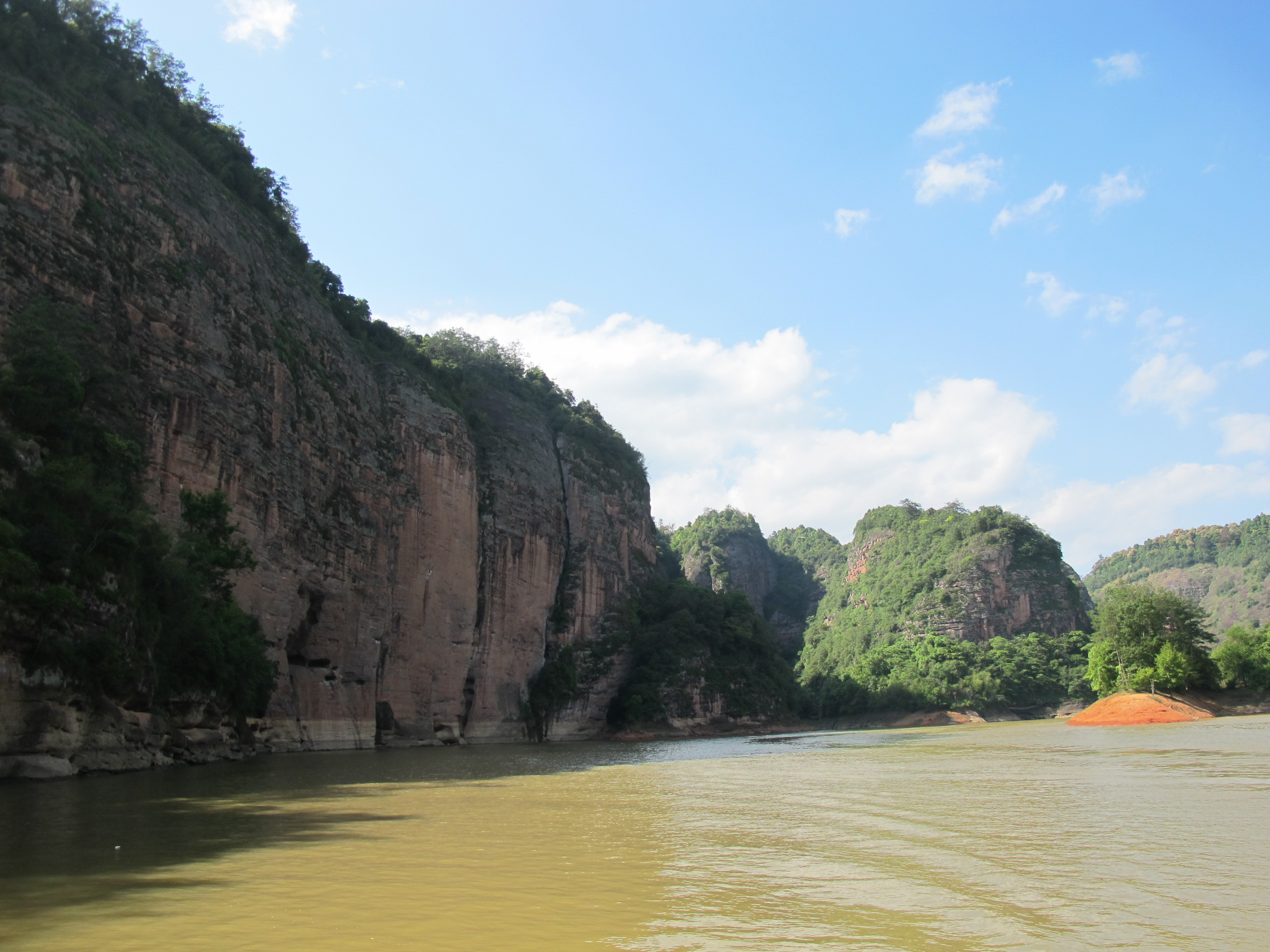
Озеро Дацзинь

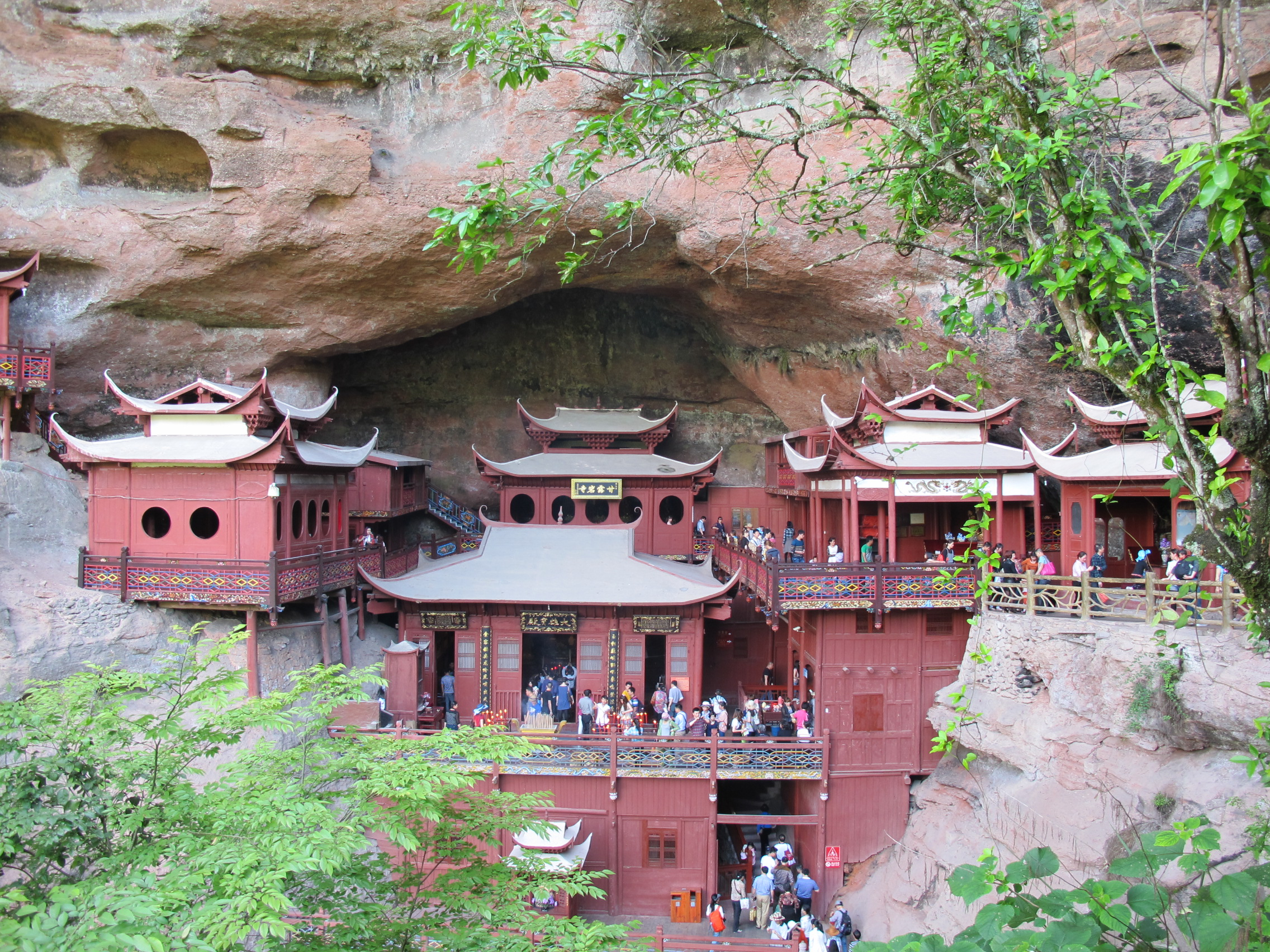
Храм Ганьлу
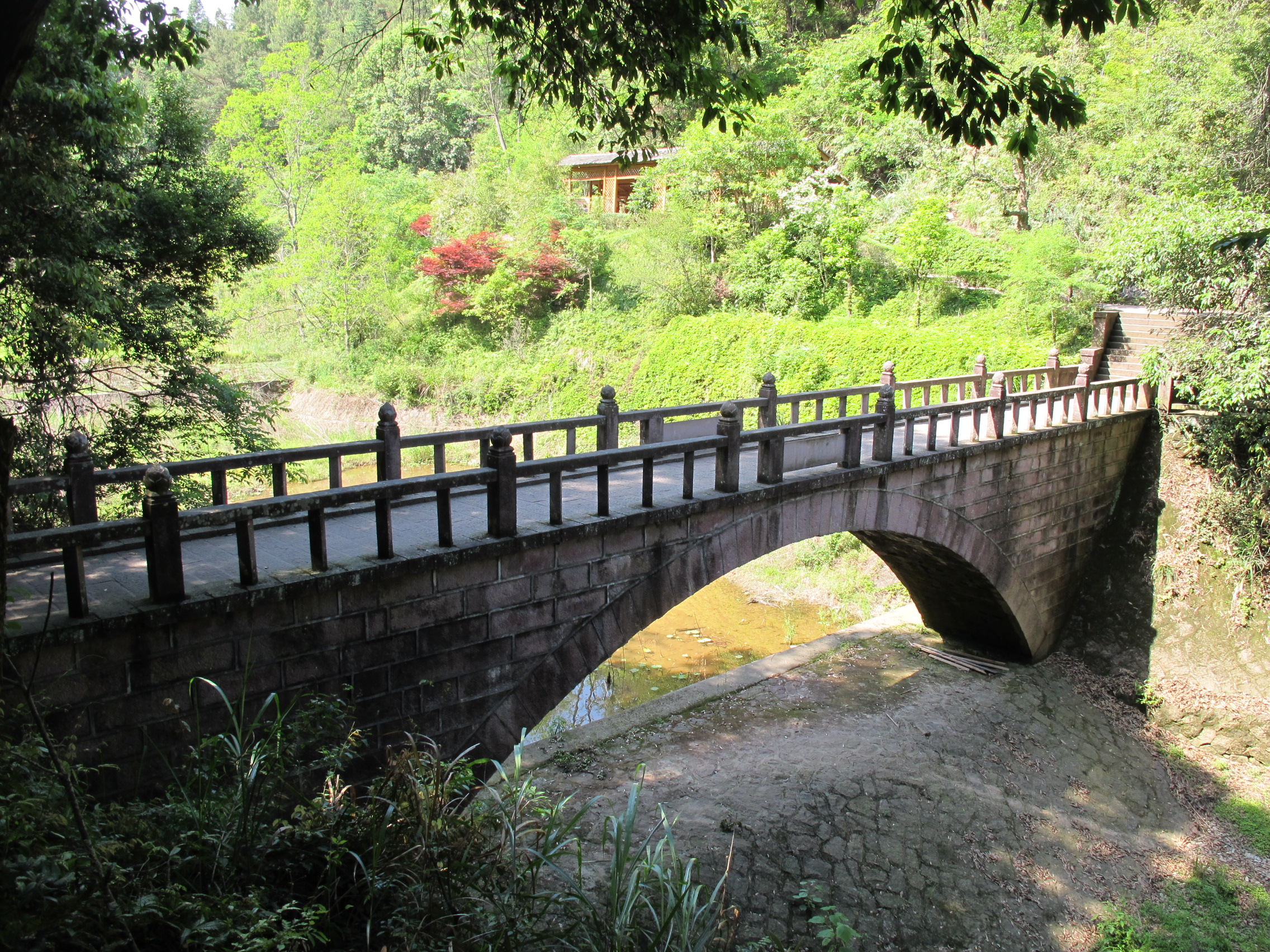
Мост Чжуанъюань
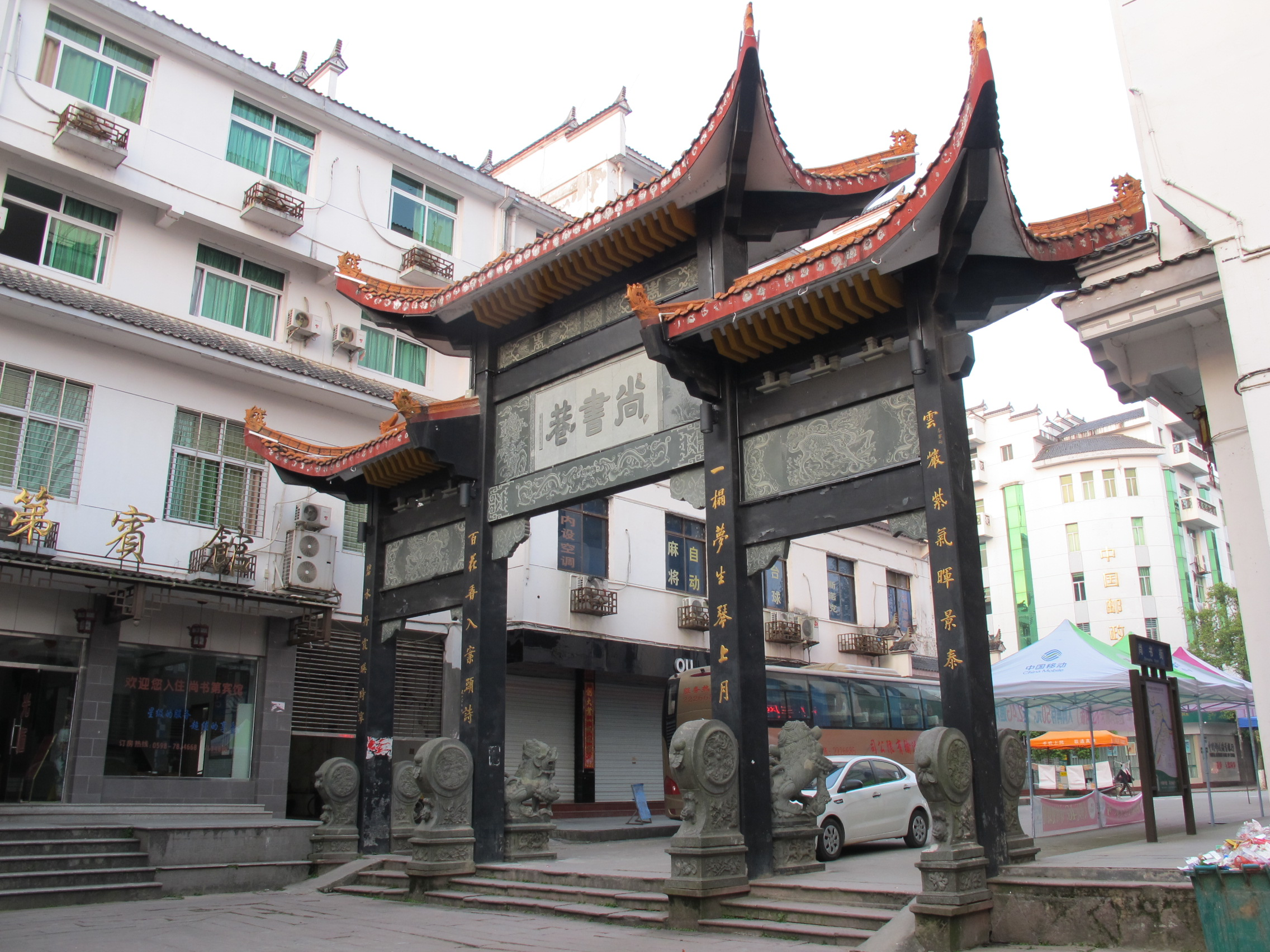
Мемориальная арка

- Каньон Чжайся
- Каньон Чжайся
- Каньон Чжайся